# بيير لالويت
بيير لالويت (بالفرنسية: Pierre Lalouette)‏ دي فيرنيكورت (1711 - 1792) كان عالم تشريح فرنسيا مشهورا مميزا.
لالويت وصف الفص الهرمي الموجود في حوالي ثلث السكان التي سمي لاحقا هرم لالويت. وعندما سئل عن وظيفة محتملة للغدة الدرقية، قال لالويت أنه «سوف يتدخل لتعديل التعبير الصوتي عن طريق السائل الذي ينتج».
طريقة جديدة لعلاج الأمراض التناسلية عن طريق التبخير، مع سجلات علاج بها من قبل هذا يعني في 1776.
يعالج التهاب الغدد الليمفاوية ، الجزء 3، التي تحتوي على الفحص التحليلي للعمليات الجديدة التي تشكل العلاج المضاد لالتهاب الغدد الليفاوية ، تليها اثنين من المقالات الطبية و الكيميائية ، الأولى التي تحتوي على عملية حل الرصاص في الأجسام الحية من خلال الزئبق المتدفقة والرسوم المتحركة الثانية . التعرض الأخطار التي لا مفر منها تقريبا من العناصر الكيميائية في عام 1782.

## بيبلوغرافيا
- Nouvelle méthode de traiter les maladies vénériennes par la fumigation, avec les procès-verbaux des guérisons opérées par ce moyen in 1776 (translated in English in 1777).
- Traité des scrophules, vulgairement appelées écrouelles ou humeurs froides, 3e partie, contenant l'examen analytique des nouveaux procédés qui composent le remède anti-scrophuleux, suivie de deux dissertations médico-chimiques, dont la 1re contient le procédé pour dissoudre le plomb dans les corps vivants par le moyen du mercure coulant et animé la seconde... expose les dangers presqu'inévitables des étamages in 1782.